# Rahewin
Rahewin vagy Ragewin (1120 körül – 1171 előtt) latin nyelven író középkori német történetíró klerikus, Freising püspökének, Freisingi Ottónak a titkára. Ottó halála után ő folytatta annak Barbarossa Frigyesről írt Gestáját.

## Működése
Életéről keveset tudunk, annyi mindenesetre bizonyosnak látszik, hogy Freising szülötte, mivel patria mea azaz az én hazám 
néven említi. Először az 1141-es freisingi iratokban bukkan fel a neve és cartulariusként, azaz kalligráfusként hivatkoznak rá. Később káplán, jegyző, majd kanonok legvégül pedig Ottó titkára lett. Ottó biztatására írta meg a Chronica sive Historia de duabus civitatibus című művét, melyet 1157-ben mutathatott be Barbarossa Frigyesnek. Ezt követően Rahewin elkísérte Ottót annak diplomáciai útjaira Itáliába. Ottó halála után ő írta meg a Frigyes tetteiről szóló geszta III. és IV. könyvét, melyekkel 1160 körül fejezett be, mint a császár hivatalos történetírója. Ezekben az 1160 augusztusi lengyel hadjárattól az 1160. februári 
párizsi zsinatig jut el, melyet a III. Sándor pápa és IV. Viktor ellenpápa közötti szkizma feloldására hívtak össze.
Rahewin latin költeményeket is írt, például Szent Theophilusról, illetve mentoráról Freisingi Ottóról.

## Művei magyarul
- Freisingi Ottó Krónikája; ford. Gombos F. Albin, Irsik József, Vajda György; bev., jegyz. Gombos F. Albin; Athenaeum, Budapest, 1912 Online: Freisingi Ottó krónikája
- I. Frigyes császár tettei; ford., bev., jegyz. Gombos F. Albin; Athenaeum, Budapest, 1913 (Középkori krónikások) itt

## Fordítás
- Ez a szócikk részben vagy egészben  a   Rahewin című francia Wikipédia-szócikk fordításán alapul.  Az eredeti cikk szerkesztőit annak laptörténete sorolja fel. Ez a jelzés csupán a megfogalmazás eredetét és a szerzői jogokat jelzi, nem szolgál a cikkben szereplő információk forrásmegjelöléseként.

## További információ
- Freisingi Ottó, a kritikus történetíró, www.geographic.hu